# Stazione di Kami-Ōoka
La stazione di Kami-Ōoka (上大岡駅?, Kami-Ōoka-eki) è una stazione ferroviaria situata nell'area sud di Yokohama, città capoluogo della prefettura di Kanagawa. Si trova nel quartiere di Kōnan-ku, ed è servita dalla linea principale delle Ferrovie Keikyū, e dalla linea blu della metropolitana di Yokohama.
Con un traffico passeggeri di circa 140.000 al giorno per la linea Keikyū e 35.000 al giorno per la metropolitana, rappresenta una fra le più trafficate stazioni della città, e la principale del sud cittadino.

## Storia
La stazione venne inaugurata il 1º aprile 1930 dalla Ferrovia Elettrica Shōnan (l'odierno gruppo Keikyū), mentre nel 1951 venne realizzata una coppia di binari per le precedenze. Il 1963 vide l'inizio dei lavori di costruzione del nuovo fabbricato viaggiatori, ospitante anche i grandi magazzini, e nel 1972 aprì la stazione sotterranea della metropolitana. Nel 1997 venne completata l'espansione del nuovo fabbricato viaggiatori, chiamato "Yume-Ōoka", e l'anno successivo la stazione venne inclusa fra le "100 stazioni del Kantō", per il suo ambiente confortevole e amichevole nei confronti dei viaggiatori. A partire dal 2012 la stazione della metropolitana è coperta da connessione Wi-Fi installata dalla NTTdocomo.

## Linee

### Treni
Ferrovie Keikyū
● Linea Keikyū principale

### Metropolitane
Metropolitana di Yokohama
 Linea blu

## Struttura

### Stazione Keikyū

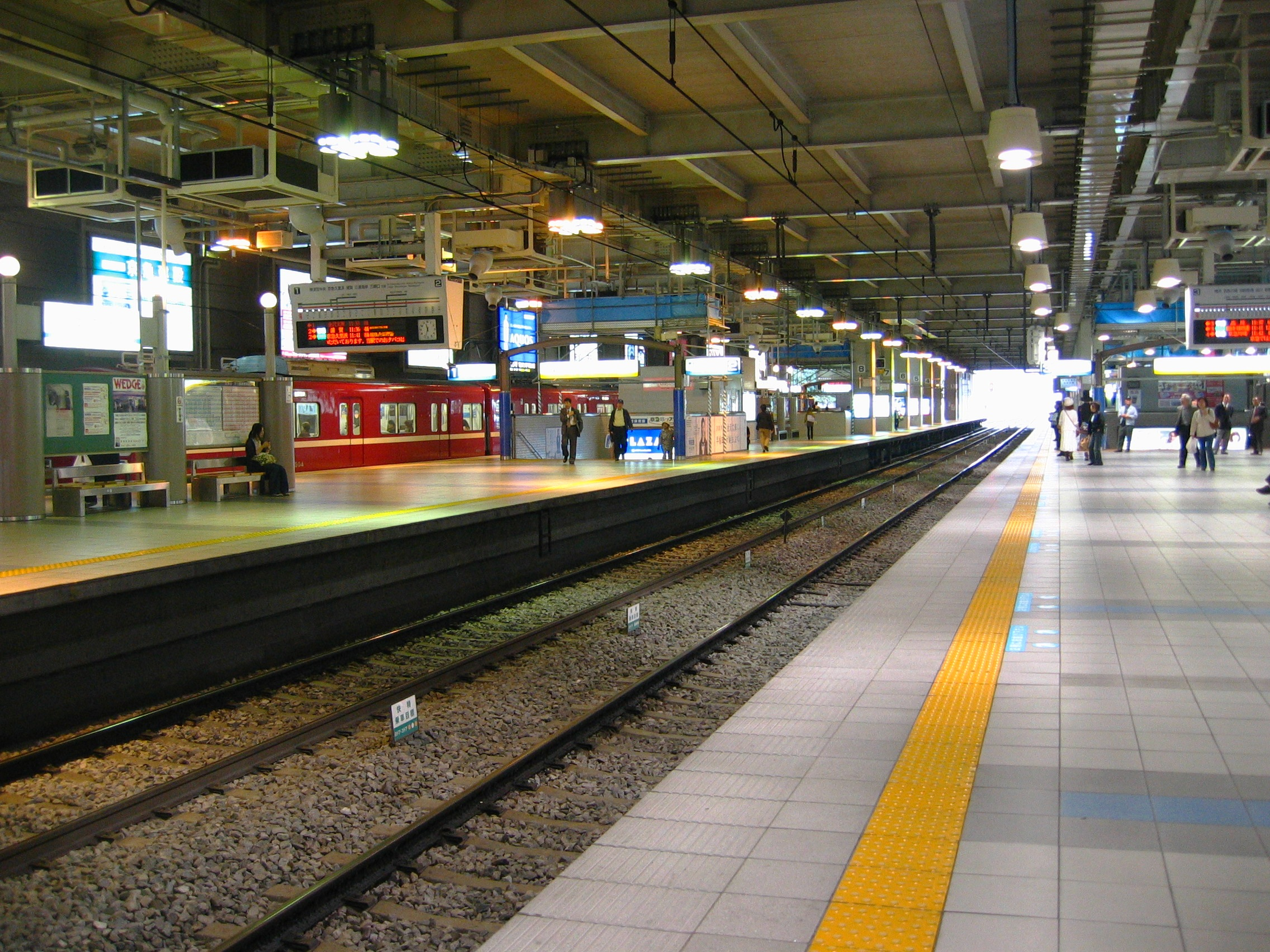
Vista dei binari della stazione

La stazione della linea principale Keikyū è costituita da due marciapiedi a isola in grado di ospitare treni da 12 casse, con quattro binari passanti su viadotto. I binari dispongono di display informativi LED per le destinazioni dei treni, e di melodie di partenza.
Fino al 1996 era presente un unico mezzanino, al piano terra, sotto i binari, ma nello stesso anno ne è stato realizzato uno in concomitanza con i grandi magazzini Keikyū al terzo piano, aperto dalle 10 alle 21, gli stessi orari del centro commerciale.
Il fabbricato viaggiatori dispone di servizi igienici al primo e al terzo piano, all'interno dell'area tornelli.
| 1-2 | ● Linea Keikyū principale | per Yokosuka-Chūō, Uraga e Misaki-Sanguchi                                                   |
| 3-4 | ● Linea Keikyū principale | per Yokohama, Keikyū Kawasaki, Keikyū Kamata,per Haneda Aeroporto, Shinagawa e linea Asakusa |

### Stazione della metropolitana
La stazione della metropolitana si trova sottoterra, e leggermente a ovest rispetto a quella delle ferrovie Keikyū.

## Stazioni adiacenti
| «                       | Servizio                                                        | »                       |
| Linea Keikyū principale | Linea Keikyū principale                                         | Linea Keikyū principale |
| ----------------------- | --------------------------------------------------------------- | ----------------------- |
| Gumyōji                 | Locale                                                          | Byōbugaura              |
| Gumyōji                 | Espresso Aeroporto                                              | Sugita                  |
| Yokohama                | Espresso Limitato Esp. Lim. Rapido verde Esp. Lim. Rapido viola | Kanazawa-Bunko          |
| Shinagawa →             | Keikyū Wing                                                     | → Kanazawa-Bunko        |